# Comuna Canaria
La Comuna Canària o Intendència de Canelones (en castellà i oficialment, Comuna Canaria o Intendencia de Canelones) és el sistema institucional en què s'organitza políticament el govern del departament de Canelones, al sud de l'Uruguai.
Té el seu origen en el decret de gener de 1909. De la mateixa forma que a la resta dels departaments de l'Uruguai, la Comuna Canària és governada per un intendent (intendente) elegit de forma popular cada cinc anys durant les eleccions municipals i amb possibilitat de reelecció indefinida. L'actual intendent de Canelones és Marcos Carámbula (2005–), de la coalició política d'esquerra Front Ampli (Frente Amplio).